# ميروسلاف بوليان
ميروسلاف بوليان هو لاعب كرة قدم كرواتي في مركز الوسط، ولد في 18 ديسمبر 1955 في سلافونسكي برود في كرواتيا. لعب مع NK Marsonia ‏.